# Vague de froid de 2023 en Afghanistan
 (août 2023).
La vague de froid de 2023 en Afghanistan débute le 10 janvier 2023. Des températures de −33 degrés Celsius (−27,4 °F) et des chutes de neige de 30 centimètres sont mesurées dans les régions plus montagneuses. La vague de froid tue au moins 160 personnes, ce qui en fait l'événement météorologique le plus meurtrier de début 2023, jusqu'au cyclone Freddy. De plus, près de 77 000 têtes de bétail sont tuées.

## Impact
Les températures descendent jusqu'à −33 °C, tuant directement ou indirectement au moins 162 personnes dans diverses provinces de l'Afghanistan. Au moins 140 personnes utilisant le gaz pour se chauffer sont hospitalisées pour intoxication au monoxyde de carbone dans la province d'Hérat. Plus de 77 000 têtes de bétail sont mortes à cause des intempéries,. Plus de 50 maisons sont endommagées à travers le pays.

## Aide humanitaire
Le froid est arrivé alors que l’Afghanistan connaissait une famine qui touchait plus de la moitié de la population afghane. Le pays était devenu un État paria à la suite de l’offensive des talibans en 2021 et du rétablissement de l’émirat islamique d’Afghanistan, entraînant une aide étrangère limitée.
Les humanitaires fournissent toutefois une aide comprenant des appareils de chauffage et des fonds utiles aux secours. Les efforts des secours étrangers ont été compliqués par l'interdiction faite aux femmes de fournir de l'aide humanitaire. Ces restrictions sont assouplies pour l'aide liée à la santé le 17 janvier, de sorte que des organisations non gouvernementales telles que l'International Rescue Committee, Save the Children et Care International reprennent leurs activités. Le chef suprême Hibatullah Akhundzada déclare que les restrictions ne seront pas abrogées pour autant.
Des hélicoptères militaires sont utilisés pour porter secours aux citoyens isolés par la neige, mais ils n'ont pas pu accéder aux régions les plus montagneuses de l'Afghanistan.